# Laúd
De Laúd is een twaalfsnarig snaarinstrument uit de luitenfamilie.  De laúd is gestemd in kwarten en wordt met een plectrum bespeeld. In voormalig Spaanse kolonies als Cuba en de Filipijnen worden vergelijkbare instrumenten gevonden.
De Spaanse en Cubaanse instrumenten hebben zes dubbele snaren (koren) die twee aan twee unisono gestemd zijn. Het Filipijnse instrument heeft 14 snaren; de laagste snaar is enkelvoudig uitgevoerd en de hoogste drie zelfs verdrievoudigd. Een soortgelijk, maar kleiner instrument, met een kortere hals, is de bandurria, die ook in 12- en 14-snarige versies bestaat.
Traditioneel wordt de laúd gebruikt binnen volksmuziekgroepen, zoals de Spaanse Tuna universitaria en Filipijnse rondalla-ensembles, samen met de gitaar en de bandurria.
De gebruikelijke stemming voor een Spaanse laúd is G#2 - C#3 - F#3 - B3 - E4 - A4, een octaaf lager dan de bandurria.